# 彭国
彭國，又称大彭国、大彭氏、大彭氏國，是中国上古时的一个方国，位于今江苏徐州附近。
传说由彭氏部落的首领彭祖的带领下建立，唐堯時因彭祖擅長烹飪野雞湯，封於大彭氏國，曾為三代五霸之一，是夏朝东方比较强大，政治关系也较密切的属国。夏王启曾命大彭国君寿平定西河叛乱。商朝前期也很强大，商王外壬时，帮助商平定了邳人、姺人的叛乱。但是，武丁四十三年，商灭掉了大彭国，遺族被迫遷移，散居於各地。《通志·氏族略二》云：「彭氏，即大彭之國，在商爲侯國。古祝融之後，有陸終氏，六子，第三子彭祖建國於彭，子孫以國爲氏。又彭亦爲姓。」大彭国大约存在了八百年。